# 다니엘라 사바티노
다니엘라 사바티노(이탈리아어: Daniela Sabatino, 1985년 6월 26일 ~ )는 이탈리아의 여자 축구 선수이다. 포지션은 스트라이커이며, 현재 세리에 A 펨미닐레의 사수올로 소속으로 뛰고 있다.

## 클럽 경력
2002년부터 2005년까지 세리에 B 펨미닐레의 보야노 소속으로 뛰었으며 2005년부터 2006년까지 스위스 나티오날리가 A의 라피드 루가노 소속으로 뛰었다. 2006년부터 2010년까지 세리에 A 펨미닐레의 레자나 소속으로 활약하면서 리그 88경기에 출전하여 61골을 기록했다. 특히 2009-10 시즌에서는 레자나의 여자 코파 이탈리아 우승에 기여했다.
2010년부터 2018년까지 브레시아 소속으로 활약하면서 브레시아의 세리에 A 펨미닐레 2회 우승(2013-14 시즌, 2015-16 시즌), 여자 코파 이탈리아 3회 우승(2011-12 시즌, 2014-15 시즌, 2015-16 시즌), 여자 수페르코파 이탈리아나 3회 우승(2013-14 시즌, 2014-15 시즌, 2015-16 시즌)에 기여했다. 특히 2010-11 세리에 A 펨미닐레 시즌에서는 25골을 기록하여 최다 득점자에 올랐다.
2018년에는 새로 창단한 밀란에 합류했다. 밀란은 2018-19 세리에 A 펨미닐레 시즌에서 3위를 차지했으며 2018-19 여자 코파 이탈리아 시즌에서 준결승전에 진출하는 성과를 기록했다. 2019년에는 사수올로로 이적했다.

## 국가대표 경력
2011년 10월 22일에 열린 북마케도니아와의 UEFA 여자 유로 2013 예선 원정 경기에 데뷔하면서 이탈리아 여자 축구 국가대표팀 선수로 데뷔했으며 해당 경기에서 해트트릭을 기록하여 이탈리아의 9-0 승리에 기여했다. 2014년 9월 17일에 열린 북마케도니아와의 2015년 FIFA 여자 월드컵 유럽 지역 예선 홈 경기에서는 6골을 기록하여 이탈리아의 15-0 승리를 기록했다.
네덜란드에서 개최된 UEFA 여자 유로 2017에 참가하여 스웨덴과의 조별 예선 경기에서 2골을 기록하여 이탈리아의 3-2 승리에 기여했으나 이탈리아는 조별 예선에서 1승 2패를 기록하면서 탈락했다. 프랑스에서 개최된 2019년 FIFA 여자 월드컵에 참가하여 이탈리아의 8강전 진출에 기여했다.

## 수상
레자나
- 여자 코파 이탈리아 1회 우승 (2009-10)

브레시아
- 세리에 A 펨미닐레 2회 우승 (2013-14, 2015-16)
- 여자 코파 이탈리아 3회 우승 (2011-12, 2014-15, 2015-16)
- 여자 수페르코파 이탈리아나 3회 우승 (2013-14, 2014-15, 2015-16)